# Oscar Bongard
Oscar Bongard (Haguenau, 10 aprile 1894 – ...) è stato un calciatore francese, di ruolo attaccante.

## Carriera

### Nazionale
Ha partecipato ai Giochi Olimpici del 1920 senza però scendere in campo.